# Terre Haute (Indiana)
Terre Haute es una ciudad ubicada en el condado de Vigo en el estado estadounidense de Indiana. En el Censo de 2010 tenía una población de 60785 habitantes y una densidad poblacional de 665,45 personas por km². Se encuentra a orillas del río Wabash, que es un afluente del río Ohio, a su vez afluente del Misisipi.

## Geografía

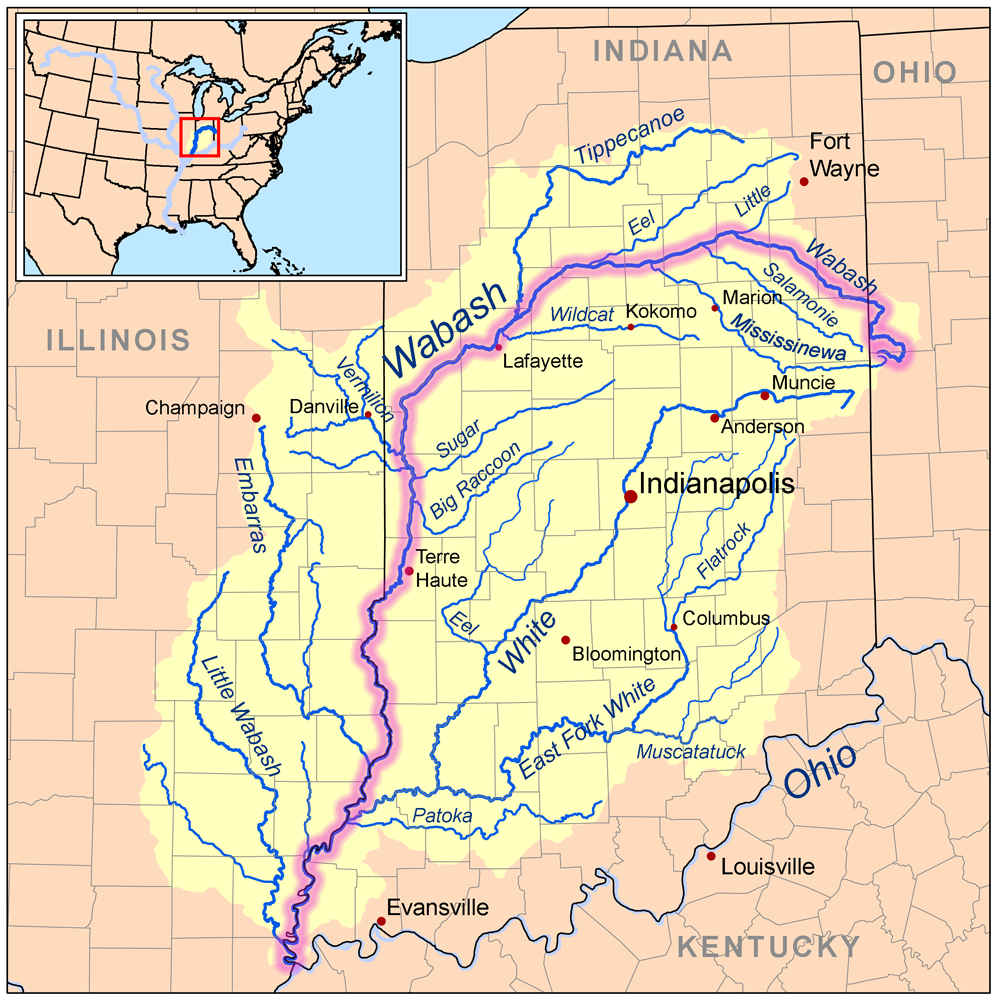
Ubicación de Terre Haute en un mapa de la cuenca del río Wabash

Terre Haute se encuentra ubicada en las coordenadas 39°27′56″N 87°22′33″O / 39.46556, -87.37583. Según la Oficina del Censo de los Estados Unidos, Terre Haute tiene una superficie total de 91.34 km², de la cual 89.45 km² corresponden a tierra firme y (2.08%) 1.9 km² es agua.

## Demografía
Según el censo de 2010, había 60785 personas residiendo en Terre Haute. La densidad de población era de 665,45 hab./km². De los 60785 habitantes, Terre Haute estaba compuesto por el 83.49% blancos, el 10.93% eran afroamericanos, el 0.43% eran amerindios, el 1.45% eran asiáticos, el 0.04% eran isleños del Pacífico, el 0.77% eran de otras razas y el 2.9% pertenecían a dos o más razas. Del total de la población el 3.11% eran hispanos o latinos de cualquier raza.

## Gobierno
La Agencia Federal de Prisiones (BOP) gestiona el Complejo Correccional Federal de Terre Haute:
- Penitenciaría de los Estados Unidos, Terre Haute (USP Terre Haute) que tiene el corredor de la muerte federal para hombres y la cámara de ejecución federal
- Institución Federal Correccional Terre Haute